# Apostema distigmata
Apostema distigmata là một loài bướm đêm trong họ Noctuidae.